# Vəndam
Vəndam è un comune dell'Azerbaigian situato nel distretto di Qəbələ. Conta una popolazione di 9 507 abitanti.